# Art Tatum
Arthur Tatum Jr. (ur. 13 października 1909 w Toledo, zm. 5 listopada 1956 w Los Angeles) – amerykański pianista jazzowy.

## Życiorys
Tatum urodził się w Toledo, stan Ohio. Wcześnie przebyta zaćma spowodowała, że nie widział na jedno oko. W 1932 roku przeprowadził się do Nowego Jorku.
Uczył się grać słuchając płyt matki, a następnie próbując odegrać to ze słuchu. W wieku 6 lat potrafił już zagrać kompozycje przeznaczone zwykle dla duetu, czym pokazywał swoją niesamowitą prędkość. Swoją muzyczną inspirację czerpał słuchając takich artystów jak James P. Johnson czy Fats Waller.
W przeciwieństwie do innych muzyków jazzowych – Tatum rzadko odbiegał od oryginalnie napisanej linii melodycznej, preferując w zamian reharmonizację. Jego pomysły harmoniczne z lat 30. wybiegały daleko naprzód i były wykorzystywane dopiero dwadzieścia lat później przez muzyków ery bebopu.
Tendencja Tatuma do nagrywania płyt solowych wynikała z faktu, że niewielu muzyków potrafiło dotrzymać jego szaleńczej wręcz prędkości i zaawansowanej technice. Pomimo tego, w 1940 roku sformował trio w którego weszli poza nim: basista Slam Stewart i gitarzysta Tiny Grimes.
Jednak największe uznanie zdobyły jego płyty solowe. Wspaniała technika, szybkość i niesamowite zdolności improwizatorskie zdobiły wiele solowych płyt i potwierdzały jego miejsce na scenie muzycznej tamtego czasu. W przeciwieństwie do takich jazzmanów jak Louis Armstrong, Miles Davis czy John Coltrane, Art Tatum miał niewielu naśladowców. Jego styl grania był dla znakomitej większości nawet najlepszych pianistów, zbyt trudny do skopiowania.
Zmarł w Los Angeles w wyniku komplikacji spowodowanymi mocznicą, którą nabył jeszcze w dzieciństwie. Jest pochowany w Forest Lawn Memorial Park Cemetery w miejscowości Glendale, Kalifornia. Pośmiertnie (w 1989 roku) otrzymał nagrodę Grammy Lifetime Achievement Award.

## Wybrana dyskografia
- Complete Capitol Recordings, Blue Note, 1997
- Memories of You (3 CD Set) Black Lion, 1997
- On the Sunny Side Topaz Jazz, 1997
- Vol. 16-Masterpieces, Jazz Archives Masterpieces, 1996
- 20th Century Piano Genius (20th Century/Verve, 1996
- Standard Sessions (2 CD Set), Music & Arts, 1996 & 2002/Storyville 1999
- Body & Soul,Jazz Hour (Netherlands), 1996
- Solos (1937) and Classic Piano,Forlane, 1996
- 1932-44 (3 CD Box Set), Jazz Chronological Classics, 1995
- The Rococo Piano of Art Tatum Pearl Flapper, 1995
- I Know That You Know, Jazz Club Records, 1995
- Piano Solo Private Sessions October 1952, New York, Musidisc (France), 1995
- The Art of Tatum, ASV Living Era, 1995
- Trio Days, Le Jazz, 1995
- 1933-44, Best of Jazz (France), 1995
- 1940-44, Jazz Chronological Classics, 1995
- Fine Art & Dandy, Drive Archive, 1994
- The Art Tatum Solo Masterpieces, Vol. 2, Pablo, 1994
- Marvelous Art, Star Line Records, 1994
- House Party, Star Line Records, 1994
- Masters of Jazz, Vol. 8, Storyville (Denmark), 1994
- California Melodies, Memphis Archives, 1994
- 1934-40, Jazz Chronological Classics, 1994
- I Got Rhythm: Art Tatum, Vol. 3 (1935-44), Decca Records, 1993
- The Tatum Group Masterpieces, Vol. 5, Pablo, 1993
- The Best of Art Tatum, Pablo, 1992
- Standards, Black Lion, 1992
- The V-Discs, Black Lion, 1992
- Vol. 1-Solo Masterpieces, Pablo, 1992
- The Art Tatum Solo Masterpieces, Vol. 3 , Pablo, 1992
- The Art Tatum Solo Masterpieces, Vol. 4, Pablo, 1992
- The Art Tatum Solo Masterpieces, Vol. 5, Pablo, 1992
- The Art Tatum Solo Masterpieces, Vol. 6, Pablo, 1992
- The Art Tatum Solo Masterpieces, Vol. 7, Pablo, 1992
- The Art Tatum Solo Masterpieces, Vol. 8, Pablo, 1992
- Classic Early Solos (1934-37), Decca Records, 1991
- The Complete Pablo Solo Masterpieces, Pablo, 1991
- The Tatum Group Masterpieces, Vol. 6, Pablo, 1990
- The Tatum Group Masterpieces, Vol. 7, Pablo, 1990
- The Tatum Group Masterpieces, Vol. 4, Pablo, 1990
- The Tatum Group Masterpieces, Vol. 2, Pablo, 1990
- The Tatum Group Masterpieces, Vol. 3, Pablo, 1990
- The Tatum Group Masterpieces, Vol. 1, Pablo, 1990
- Art Tatum at His Piano, Vol. 1, Crescendo, 1990
- The Complete Pablo Group Masterpieces, Pablo, 1990
- The Complete Capitol Recordings, Vol. 1, Capitol, 1989
- The Complete Capitol Recordings, Vol. 2, Capitol, 1989
- Piano Starts Here, Columbia, 1987
- The Art Tatum-Ben Webster Quartet, Verve, 1956
- The Essential Art Tatum, Verve, 1956
- Still More of the Greatest Piano Hits of Them All, Verve, 1955
- More of the Greatest Piano Hits of All Time, Verve, 1955
- Makin' Whoopee, Verve, 1954
- The Greatest Piano Hits of Them All, Verve, 1954
- Solos 1940, 1989, Decca/MCA
- 1944, Giants of Jazz, 1998
- Genius of Keyboard 1954-56, Giants of Jazz

## Książki biograficzne
- James Lester (1994) Too Marvelous for Words: The Life and Genius of Art Tatum, Oxford University Press, ISBN 0-19-509640-1